# Nurse with Wound
I Nurse with Wound sono un gruppo musicale inglese nato come trio nel 1978, formato da Steven Stapleton, John Fothergill e Heman Pathak, e diventato nel 1981 il progetto solista di Stapleton.
Nati come gruppo industrial con influenze krautrock, la passione di Stapleton per il movimento dada e il surrealismo ha portato ad introdurre nel gruppo elementi e influenze tra la più disparate 
quali il cabaret, le filastrocche, John Cage, i Beach Boys, la musica d'ambiente, l'easy listening e soprattutto la musica concreta, quest'ultima caratterizzata dal frequente uso di tape loops creativi e stravaganti.  
Il gruppo vanta molte collaborazioni come James Thirlwell, Stereolab, John Balance, Jim O'Rourke, Teho Teardo, David Tibet dei Current 93 o i Faust.

## Discografia
- 1979 - Chance Meeting on a Dissecting Table of a Sewing Machine and an Umbrella  (riedito ampliato nel 2001)
- 1980 - To the Quiet Men from a Tiny Girl
- 1980 - Merzbild Schwet
- 1981 - Insect and Individual Silenced
- 1981 - The 150 Murderous Passions con i Whitehouse
- 1982 - Homotopy to Marie
- 1984 - Brained by Falling Masonry
- 1986 - Spiral Insana (Torso - riedito da United Dairies, 1997)
- 1988 - Alas the Madonna Does Not Function (EP)
- 1988 - Soliloquy for Lilith, 3 LP (Idle Hole - ripubblicato in 2 CD da United Dairies, 1993, in 3 CD nel 2003 e 3 CD da United Jnana nel 2005)
- 1988 - The Sylvie and Babs Hi-Fi Companion Laylah (riedito per la United Dairies nel 1995)
- 1989 - Soliloquy for Lilith [Parts 5 and 6]
- 1990 - A Sucked Orange
- 1992 - Thunder Perfect Mind con Rose McDowall, David Tibet e John Balance
- 1993 - Crumb Duck con Stereolab (Clawfist)
- 1994 - Rock 'n Roll Station
- 1996 - Who Can I Turn to Stereo
- 1997 - Acts of Senseless Beauty con Aranos
- 1997 - Simple Headphone Mind con Stereolab (Duophonic)
- 1999 - An Awkward Pause
- 1999 - The Swinging Reflective: Favourite Moments of Mutual Ecstasy (raccolta su United Dairies)
- 2000 - Alice the Goon
- 2001 - Funeral Music for Perez Prado (raccolta con inediti)
- 2002 - Man with the Woman Face
- 2003 - Salt Marie Celeste
- 2003 - She and Me Fall Together in Free Death (Beta-lactam Ring Records)
- 2003 - The Musty Odour of Pierced Rectums (edizione limitata su Beta-lactam Ring Records)
- 2003 - Chance Meeting of a Defective Tape Machine and a Migraine (remixes)
- 2004 - Angry Eelectric Finger 5 album, in collaborazione con Jim O'Rourke, Cyclobe, e IrrAppExt
- 2004 - Shipwreck Radio Volume One (ICR, edizione speciale con disco extra Lofoten Deadhead)
- 2005 - Echo Poeme Sequence No. 2 (United Jnana)
- 2005 - Shipwreck Radio Volume Two (ICR, edizione speciale con disco extra Gulls Just Wanna Have Fun)
- 2006 - Soundpooling (ICR, edizione speciale con disco extra A Hand Job for the Laughing Policeman)
- 2006 - Stereo Wastelands (Beta-lactam Ring Records)
- 2006 - Rat Tapes One: An Accumulation of Discarded Musical Vermin 1983–2006 (raccolta di inediti)
- 2006 - Shipwreck Radio: The Final Broadcasts (ICR)
- 2007 - Disconnected con i Faust
- 2008 - The Iron Soul of Nothing (2008 -  disco 2 della riedizione dell'album ØØ Void dei Sunn O))), e pubblicato come Sunn O))) meets Nurse with Wound)
- 2008 - Huffin' Rag Blues (United Dairies/Jnana)
- 2009 - The Surveillance Lounge (United Dirter)
- 2009 - Space Music (Beta-lactam Ring Records)
- 2009 - Paranoia in HiFi (Dirtier Promotions, raccolta con inediti)
- 2010 - Erroneous: A Selection of Errors (in collaborazione con Fritz Mueller e i Larsen)